# Maryknoll-Missionsorden

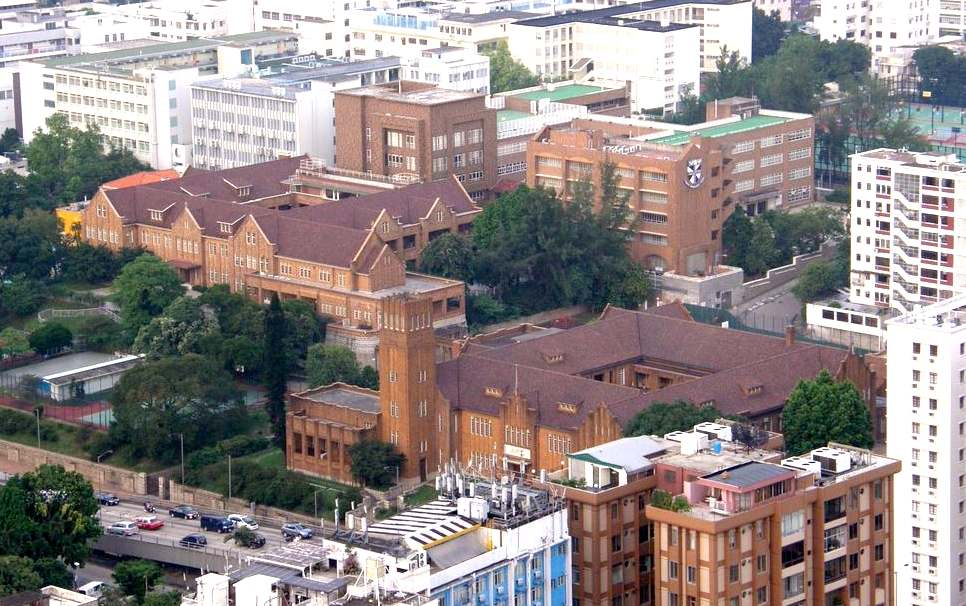
Maryknoll-Schule in Hongkong

Panorama einer von Maryknoll Fathers aufgebauten Missionsstation in Tansania

Der Maryknoll-Missionsorden (Latein: Societas de Maryknoll pro missionibus exteris, Englisch: Catholic Foreign Mission Society of America, Ordenskürzel: MM) ist eine Gesellschaft des apostolischen Lebens in der römisch-katholischen Kirche. Sie wurde nach ihrem Mutterhaus Maryknoll genannt und 1911 gegründet. Bereits 1918 entsandte die Missionsgesellschaft, die aus Priestern, Laienbrüdern und Schwestern besteht, ihre ersten Missionare in die Republik China.

## Geschichte
Die beiden Patres Thomas Frederick Price und James Anthony Walsh gründeten den Missionsorden in Hawthorne in New York, der am 29. Juni 1911 von Papst Pius X. bestätigt wurde. Bereits im folgenden Jahr entstand unter Mary Josephine Rogers (Mollie) aus Jamaica Plain in Massachusetts ein weiblicher Ordenszweig, der jedoch erst 1920 als eigenständiger Orden anerkannt wurde.
Der Name Maryknoll des Ordens rührt von dem 1920 gegründeten Seminar zur Ausbildung junger Priester nahe Ossining in New York, welches in Andacht Mariens Mary’s knoll genannt wurde.

## Organisation
Organisatorisch gliedert sich der Missionsorden in drei rechtlich selbstständige Zweige:
- Die Maryknoll Fathers and Brothers umfassen als der männliche Zweig der Missionsgemeinschaft rund 550 Mitglieder in allen Erdteilen, vor allem in Afrika, Südamerika und Asien.[1]

- Die Maryknoll-Sisters wurden 1912 begründet. Auch sie sind in der Mission tätig und haben heute (2003) 604 Mitglieder aus 22 Nationen und sind in folgenden Ländern vertreten: Amerikanisch-Samoa, Bangladesch, Bolivien, Brasilien, Kambodscha, Chile, China, Osttimor, Ecuador, El Salvador, Guatemala, Japan, Kenia, Korea, Marshall-Inseln, Mexiko, Namibia, Nepal, Nicaragua, Panama, Peru, Philippinen, Südafrika, Sudan, Taiwan, Tansania, Thailand, Vereinigte Staaten von Amerika, Yap und Simbabwe.[2]

- Maryknoll Lay Missioners sind annähernd 100 Männer und Frauen (Stand 2010), die durch ihre Arbeit im Sinne der christlichen Nächstenliebe in ärmsten Regionen Afrikas, Asiens und Amerikas Entwicklungshilfe leisten.[3]

Das Maryknoll Institute of African Studies (MIAS) ist eine ökumenische und Studenten aller Glaubensrichtungen offenstehende Bildungseinrichtung zur Vermittlung von Kenntnissen (ost-)afrikanischer Kultur. Das MIAS ist akademisch der Saint Mary’s University of Minnesota in den USA und dem Tangaza College im kenianischen Nairobi angeschlossen.

## Generalsuperiore
- James Anthony Walsh (1911–1936)
- James Edward Walsh (1936–1946)
- Raymond Aloysius Lane (7. August 1946 – 6. August 1956)
- John William Comber (6. August 1956 – 7. August 1966)
- John C. Sivalon (2001–2008)
- Edward M. Dougherty (2009–2014)
- Raymond J. Finch (2014–2021)
- Lance P. Nadeau (seit 2021)

## Konflikte in Peru
Der damalige römisch-katholische Bischof von Juli, José María Ortega Trinidad, wollte nicht, dass die Maryknoll-Patres Jaime Madden, Miguel Briggs, Roberto Hoffmann und Edmundo Cookson weiterhin in der Prälatur Juli verblieben. Die Maryknoll-Missionare mussten die Prälatur verlassen.

## Bekannte Mitglieder
- Miguel d’Escoto Brockmann (1933–2017), katholischer Priester, nicaraguanischer Politiker und Diplomat
- Roy Bourgeois (* 1938), katholischer Priester und Friedensaktivist (bis 2012)